# Christian Patiño
Christian Patiño Gómez (ur. 16 sierpnia 1975 w Los Mochis) – meksykański piłkarz pochodzenia włoskiego występujący na pozycji napastnika.

## Kariera klubowa
Patiño jest wychowankiem zespołu Club América z siedzibą w stołecznym mieście Meksyk. Do treningów seniorskiej drużyny został włączony jako dwudziestolatek przez argenyńskiego szkoleniowca Marcelo Bielsę i w meksykańskiej Primera División zadebiutował 22 stycznia 1996 w zremisowanym 1:1 spotkaniu z Tolucą. Premierowego gola w najwyższej klasie rozgrywkowej strzelił za to 4 maja 1997 w wygranej 3:2 konfrontacji z Leónem, kiedy to w końcówce ustalił wynik meczu. W pierwszym składzie występował jednak sporadycznie, przez co w lipcu 1998 przeszedł do drugoligowego klubu Unión de Curtidores z miasta León. W wiosennym sezonie Verano 1999 pomógł tej ekipie wygrać drugą ligę, co zaowocowało awansem zespołu do Primera División w sezonie 1998/1999. Sam także powrócił do pierwszej ligi, podpisując umowę z lokalnym rywalem Curtidores, Club León, gdzie spędził rok w roli rezerwowego i ani razu nie wpisał się na listę strzelców.
Latem 2000 Patiño odszedł do drugoligowego CF La Piedad, w którego barwach już w pierwszym sezonie, Invierno 2000, zajął drugie miejsce w rozgrywkach i został królem strzelców Primera División A z szesnastoma bramkami na koncie. W wiosennych rozgrywkach Verano 2001 wygrał za to z zespołem drugą ligę meksykańską, dzięki czemu La Piedad w sezonie 2000/2001 wywalczył awans do najwyższej klasy rozgrywkowej. W lipcu 2001 powrócił do swojego macierzystego Club América, z którym jeszcze w tym samym roku triumfował w rozgrywkach Pucharu Gigantów CONCACAF, natomiast już kilka miesięcy później wywalczył sobie miejsce w wyjściowej jedenastce. W sezonie Verano 2002 odniósł największy sukces w karierze, zdobywając mistrzostwo Meksyku. Rezerwowym ekipy został ponownie wraz z przyjściem holenderskiego trenera Leo Beenhakkera, przez co na początku 2004 roku przeszedł do San Luis FC, gdzie mimo regularnej gry zdobył tylko dwa gole w lidze.
Latem 2004 Patiño podpisał kontrakt z beniaminkiem najwyższej klasy rozgrywkowej, Dorados de Sinaloa z siedzibą w mieście Culiacán. W jego barwach regularnie, choć nie zawsze w pierwszym składzie, wybiegał na ligowe boiska. W sezonie 2005/2006 spadł z Dorados do drugiej ligi, w której występował przez pół roku. Ostatni epizod w pierwszej lidze zanotował wiosną 2007 jako głęboki rezerwowy zespołu Querétaro FC, z którym w rozgrywkach 2006/2007 zanotował kolejny spadek do Primera División A. Po sześciu miesiącach występów w drugiej lidze w Querétaro zakończył piłkarską karierę w wieku 32 lat.

## Kariera reprezentacyjna
W seniorskiej reprezentacji Meksyku Patiño zadebiutował za kadencji argentyńskiego selekcjonera Ricardo Lavolpe, 19 marca 2003 w wygranym 2:0 meczu towarzyskim z Boliwią. Jedynego gola w kadrze narodowej strzelił w swoim drugim i zarazem ostatnim międzynarodowym występie, tydzień później w zremisowanym 1:1 sparingu z Paragwajem.